# Menneske-datamaskine interaktion
Menneske-datamaskine interaktion eller menneske-computer interaktion (forkortet HCI, fra Human-Computer Interaction) er en videnskabelig retning, der har rødder indenfor datalogi og computervidenskab men som overlapper forskellige felter inden adfærdspsykologi. Indenfor computervidenskaben beskæftiger feltet sig typisk med, hvordan man opbygger betjeningsdelen af en maskine (typisk men ikke nødvendigvis en grafisk brugerflade til en computer), så den er nem og intuitiv for mennesker at betjene. Et af principperne er, at disse mennesker ikke nødvendigvis behøver at være teknikere selv, men derimod at tilpasse systemerne så de bliver nemme og logiske at anvende både for eksperter og lejlighedsvise brugere.

## Formål
Et basalt formål med HCI er at forbedre interaktionen mellem brugere og computere, ved at gøre computere mere brugbare og modtagelige for brugerens behov.
- metodologier og processer til design af interfaces
- metoder til implementering af interfaces
- teknikker til evaluering og sammenligning af interfaces
- udvikling af nye interfaces og interaktionsteknikker
- udvikling af deskriptive og forudsigende modeller og teorier for interaktion